# Bouaye
 (juin 2016).
Bouaye ([bwɛ] ou [bwɛj]) est une commune de l'Ouest de la France, située dans le département de la Loire-Atlantique, en région Pays de la Loire.
La commune, chef-lieu de l'ancien Canton de Bouaye (dissous en 2014) fait partie de la Bretagne historique, dans le pays traditionnel du pays de Retz et dans le pays historique du Pays nantais.
Ses habitants s'appellent les Boscéens et les Boscéennes.
Bouaye comptait 8 281 habitants au recensement de 2022 .

## Géographie

### Situation
Bouaye est situé en bordure nord du lac de Grand-Lieu, à 12 km au sud-ouest de Nantes, sur la route Nantes-Pornic.
Les communes limitrophes sont Bouguenais, Brains, Saint-Aignan-Grandlieu, Saint-Léger-les-Vignes et Saint-Mars de Coutais.
On y trouve un ancien village de pêcheurs, L'Etier.

### Communes limitrophes
Bouaye est limitrophe des communes suivantes :

### Transports
Bouaye est desservie par 2 lignes de bus (88 et 98) du réseau TAN.
La commune dispose également d'une gare desservie par les TER Pays de la Loire.

### Climat
Pour des articles plus généraux, voir Climat des Pays de la Loire et Climat de la Loire-Atlantique.
En 2010, le climat de la commune est de type climat océanique franc, selon une étude du CNRS s'appuyant sur une série de données couvrant la période 1971-2000. En 2020, Météo-France publie une typologie des climats de la France métropolitaine dans laquelle la commune est exposée à un climat océanique et est dans la région climatique  Bretagne orientale et méridionale, Pays nantais, Vendée, caractérisée par une faible pluviométrie en été et une bonne insolation. 
Pour la période 1971-2000, la température annuelle moyenne est de 12,2 °C, avec une amplitude thermique annuelle de 13,3 °C. Le cumul annuel moyen de précipitations est de 783 mm, avec 12,1 jours de précipitations en janvier et 6,4 jours en juillet. Pour la période 1991-2020, la température moyenne annuelle observée sur la station météorologique de Météo-France la plus proche, « Nantes-Bouguenais », sur la commune de Bouguenais à 6 km à vol d'oiseau, est de 12,7 °C et le cumul annuel moyen de précipitations est de 819,5 mm,. Pour l'avenir, les paramètres climatiques de la commune estimés pour 2050 selon différents scénarios d'émission de gaz à effet de serre sont consultables sur un site dédié publié par Météo-France en novembre 2022.
| Mois                                  | jan.           | fév.             | mars          | avril         | mai             | juin          | jui.           | août           | sep.           | oct.            | nov.            | déc.             | année      |
| ------------------------------------- | -------------- | ---------------- | ------------- | ------------- | --------------- | ------------- | -------------- | -------------- | -------------- | --------------- | --------------- | ---------------- | ---------- |
| Température minimale moyenne (°C)     | 3,4            | 3                | 4,9           | 6,6           | 9,8             | 12,7          | 14,3           | 14,2           | 11,8           | 9,5             | 5,9             | 3,7              | 8,3        |
| Température moyenne (°C)              | 6,4            | 6,7              | 9,2           | 11,4          | 14,7            | 17,8          | 19,7           | 19,8           | 17,1           | 13,5            | 9,4             | 6,7              | 12,7       |
| Température maximale moyenne (°C)     | 9,3            | 10,5             | 13,5          | 16,2          | 19,6            | 23            | 25,1           | 25,4           | 22,4           | 17,6            | 12,9            | 9,8              | 17,1       |
| Record de froid (°C) date du record   | −13 16.01.1985 | −15,6 15.02.1956 | −9,6 01.03.05 | −2,8 07.04.08 | −1,5 01.05.1945 | 3,8 01.06.06  | 5,8 10.07.1948 | 5,6 07.08.1956 | 2,8 19.09.1952 | −3,3 30.10.1997 | −6,8 21.11.1993 | −10,8 21.12.1946 | −15,6 1956 |
| Record de chaleur (°C) date du record | 18,2 27.01.03  | 22,6 27.02.19    | 24,2 30.03.21 | 28,3 30.04.05 | 32,8 26.05.17   | 39,1 18.06.22 | 42 18.07.22    | 39,6 07.08.20  | 35,4 09.09.23  | 30,4 09.10.23   | 21,8 01.11.15   | 18,4 04.12.1953  | 42 2022    |
| Ensoleillement (h)                    | 726            | 1 023            | 1 473         | 1 827         | 2 034           | 2 131         | 229            | 2 326          | 1 987          | 1 227           | 913             | 776              | 18 733     |
| Précipitations (mm)                   | 87,9           | 67,5             | 58,4          | 58,3          | 61              | 48,5          | 44,2           | 50,3           | 59,5           | 88,8            | 94,1            | 101              | 819,5      |

## Urbanisme

### Typologie
Au 1er janvier 2024, Bouaye est catégorisée ceinture urbaine, selon la nouvelle grille communale de densité à sept niveaux définie par l'Insee en 2022.
Elle appartient à l'unité urbaine de Nantes, une agglomération intra-départementale regroupant 22  communes, dont elle est une commune de la banlieue,,. Par ailleurs la commune fait partie de l'aire d'attraction de Nantes, dont elle est une commune de la couronne,. Cette aire, qui regroupe 116 communes, est catégorisée dans les aires de 700 000 habitants ou plus (hors Paris),.
La commune, bordée par un plan d’eau intérieur d’une superficie supérieure à 1 000 hectares, le lac de Grand-Lieu, est également une commune littorale au sens de la loi du 3 janvier 1986, dite loi littoral. Des dispositions spécifiques d’urbanisme s’y appliquent dès lors afin de préserver les espaces naturels, les sites, les paysages et l’équilibre écologique du littoral, tel le principe d'inconstructibilité, en dehors des espaces urbanisés, sur la bande littorale des 100 mètres, ou plus si le plan local d’urbanisme le prévoit.

### Occupation des sols
L'occupation des sols de la commune, telle qu'elle ressort de la base de données européenne d’occupation biophysique des sols Corine Land Cover (CLC), est marquée par l'importance des territoires agricoles (58 % en 2018), en diminution par rapport à 1990 (65,9 %). La répartition détaillée en 2018 est la suivante : 
zones urbanisées (27,8 %), zones agricoles hétérogènes (20,1 %), prairies (15,6 %), cultures permanentes (13 %), terres arables (9,2 %), forêts (8,2 %), zones industrielles ou commerciales et réseaux de communication (3,5 %), espaces verts artificialisés, non agricoles (2,1 %), zones humides intérieures (0,3 %). L'évolution de l’occupation des sols de la commune et de ses infrastructures peut être observée sur les différentes représentations cartographiques du territoire : la carte de Cassini (XVIIIe siècle), la carte d'état-major (1820-1866) et les cartes ou photos aériennes de l'IGN pour la période actuelle (1950 à aujourd'hui).

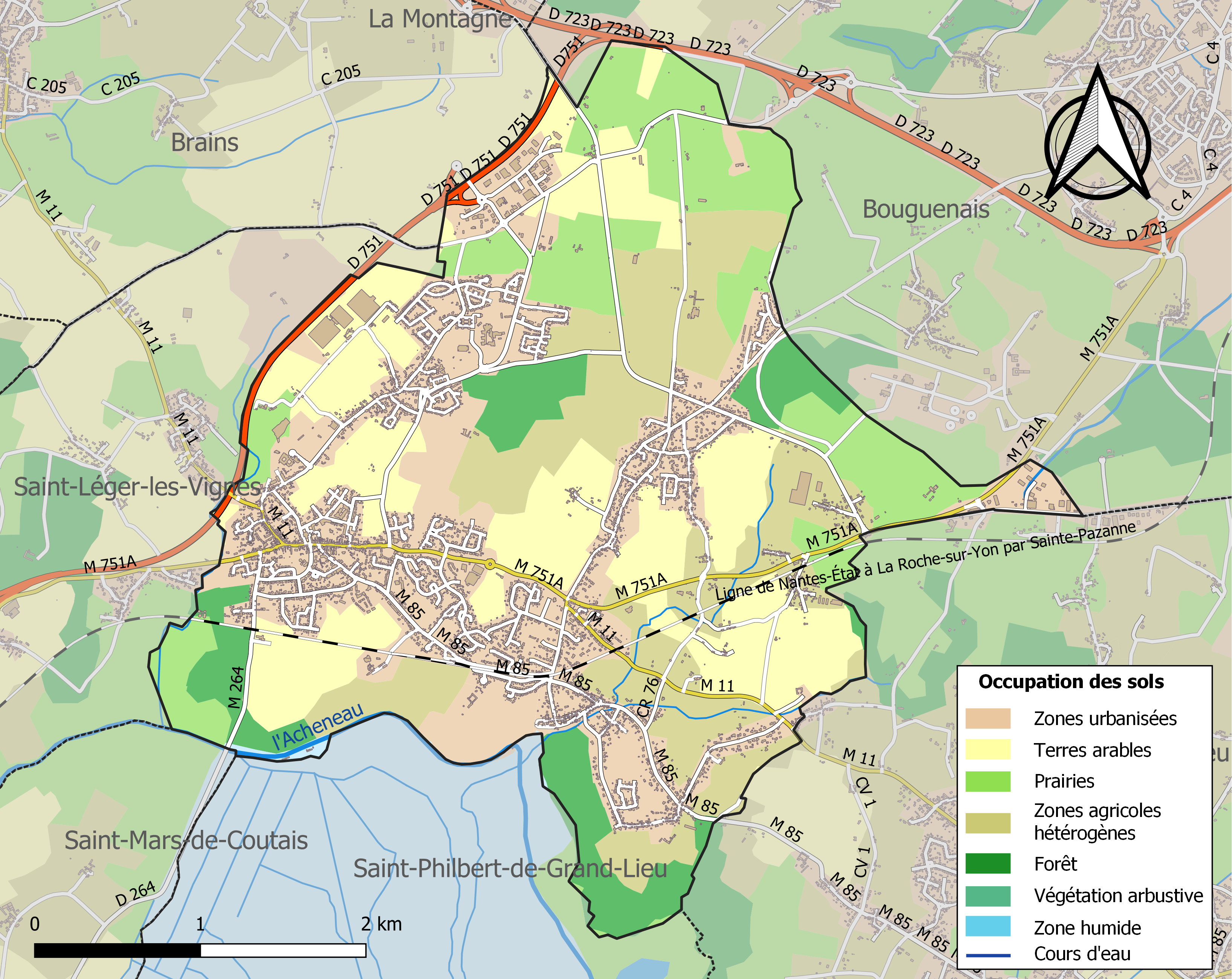
Carte des infrastructures et de l'occupation des sols de la commune en 2018 (CLC).

## Toponymie
Le toponyme Bouaye est mentionné pour la première fois dans un document sous la forme Boia  en 1115, puis attestée sous les formes Boya en 1221, Boae en 1325, Boaye en 1426, Boi au XVIIe siècle et en 1731.
Albert Dauzat et Charles Rostaing mettent Bouaye en parallèle avec Bouan, issu selon eux de Bovanum, basé sur le nom de personne roman Bovus (variante de Bovius) suivi du suffixe latin -anum (propre au midi). Selon eux, Bouaye contiendrait le même anthroponyme, mais avec le suffixe -aca, variante féminine d’-acum, d'où une forme primitive *Bovaca. Cette hypothèse n’est pas suivie par Ernest Nègre qui y voit bien, certes, le nom d’homme Bovius, mais suivi d'une désinence -a.
Bouaye possède un nom en gallo, la langue d'oïl locale, écrit Bóaèy selon l'écriture ELG ou Bouay et Bouèy selon l'écriture MOGA. En gallo, le nom de la commune se prononce [bwaj] ou [bwɛj],.
La forme bretonne proposée par l'Office public de la langue bretonne est Bouez.

## Histoire
Jusqu’à la Seconde Guerre mondiale, Bouaye est une commune essentiellement rurale. Les progrès techniques du XIXe siècle, le développement des infrastructures routières et ferroviaires, favoriseront la lente mutation de la commune.

### Avant leXXesiècle
La sédentarité de l'homme sur le sol de la commune, liée à la proximité du lac de Grand-lieu, est attestée dès la préhistoire. Au VIIe siècle, Saint-Hermeland vint évangéliser la population.
Le sol était alors entièrement recouvert par la forêt. Il fallut cinq siècles de labeur à la communauté pour débroussailler, défricher l'espace, afin de dégager les prairies et les champs. De nombreuses terres ont conservé l'appellation de l'époque où les habitants les arrachèrent de la forêt : le Bois-de-la-Noé, la Ville-en-Bois, l’Épine, le Petit-Bois.
La population s'est très vite développée. Au XVe siècle, Bouaye compte déjà 500 habitants. La culture de la vigne est déjà très étendue. Le raisin se presse alors au château de la Sénaigerie.
Dès 1580, le recteur administrait la paroisse et tenait les registres d'état-civil. Le clergé occupa cette fonction jusqu'à la Révolution française. Un premier maire fut nommé en novembre 1792.
En 1826, les premiers documents cadastraux furent établis. Ils évaluaient la superficie communale à 1 349 hectares, 54 ares, 68 centiares.
Chef-lieu de canton créé à la Révolution, Bouaye connaît un réel essor administratif avec sa justice de paix, son conseil de révision, sa gendarmerie.

### Bouaye auXXesiècle
Le XXe siècle viendra peaufiner cette évolution avec l’électrification et l’avènement de l’automobile.
Le paysage boscéen se modifie, les mentalités aussi. La guerre 1914-1918 aura pour conséquence indirecte « l’émancipation de la femme ». La coiffe sera reléguée au fond des tiroirs. Bouaye compte alors 1 205 habitants.
Dans le contexte d’expansion générale de l’après-guerre, Bouaye se transforme peu à peu en commune périurbaine. Sa position privilégiée aux portes de Nantes, sur la route des plages, à proximité des centres industriels, lui assure un développement plus rapide. Depuis 1968, la commune connaît une explosion démographique particulièrement forte qui porte aujourd’hui sa population à 8281 (estimation 2022). Au cœur de paysages viticoles toujours présents, l’habitat traditionnel a fait place aux résidences pavillonnaires.
Le rattachement à l’agglomération nantaise, concrétisé par la desserte des transports en commun et la construction d’un lycée public, caractérise désormais la commune de Bouaye.

### AssociationBouaye Histoire
Bouaye Histoire est présente pour aider et mettre en œuvre toute recherche d'histoire locale ; préserver et développer le patrimoine culturel, historique et archivistique de la commune de Bouaye ; et faire connaître au plus grand public, par divers moyens de communication, le résultat de ses recherches.

## Politique et administration

### Liste des maires
Le 19 octobre 2023, Jacques Garreau annonce sa démission pour raisons de santé. Sa première adjointe Bernadette Bertet assure alors l'intérim.

### Politique de développement durable
La commune a engagé une politique de développement durable en lançant une démarche d'Agenda 21 en 2006.
L’Agenda 21 de la Ville de Bouaye a été reconnu par le Ministère du développement durable. Ce titre lui offre l’opportunité d’apparaitre dans les manuels scolaires de l’Édition Belin et ainsi de servir d’exemple aux collégiens.

### Tendances politiques et résultats
Les personnalités exerçant une fonction élective dont le mandat est en cours et en lien direct avec le territoire de la commune de Bouaye sont les suivantes :
| Élection        | Territoire         | Titre                         | Nom                             | Début de mandat  | Fin de mandat |
| --------------- | ------------------ | ----------------------------- | ------------------------------- | ---------------- | ------------- |
| Municipales     | Bouaye             | Maire                         | Freddy Hervochon                | 2023             | En cours      |
| Départementales | Bouaye             | Conseiller départemental      | Myriam Bigeard Freddy Hervochon | 1er juillet 2021 | En cours      |
| Législatives    | 4e circonscription | Député                        | Julie Laernoes                  | 19 juin 2022     | En cours      |
| Régionales      | Pays de la Loire   | Président du conseil régional | Christelle Morançais            | 19 octobre 2017  | En cours      |
| Présidentielles | France             | Président de la République    | Emmanuel Macron                 | 14 mai 2017      | En cours      |

### Conseil des Sages
Un Conseil des Sages élu par les Boscéens de plus de 60 ans a été mis en place dès le 2 décembre 2008. Les Sages mettent l’expérience acquise au cours de leur vie au service de la collectivité. Ils donnent de leur temps pour réfléchir et éclairer de leurs propositions les décisions que les élus prennent.
Le Conseil des Sages a un pouvoir consultatif s’inscrivant dans une démarche participative et traite des sujets d’intérêt général. Le Conseil des Sages est :
- une source de conseils
- une force de réflexion et de proposition
- un instrument de démocratie locale participative.

Il est renouvelable par moitié tous les trois ans.

### Distinctions
Bouaye a reçu des distonctions.

#### Territoires de commerce équitable
Cette distinction récompense la démarche de la Ville de Bouaye, qui depuis plusieurs années, met en place des initiatives pour faire connaître et contribuer au développement du commerce équitable.

#### La Bouteille d’or des chevaliers Bretvins
Cette distinction récompense la ville qui a reçu le plus de médailles pour son muscadet au regard du nombre d’hectares de vignes cultivées. La ville de Bouaye a remporté trois fois ce prix en 1988, 2002 et 2010.

#### Ville sportive
Bouaye a obtenu trois flammes au challenge des Villes sportives 2015 organisé par le Comité Départemental Olympique et Sportif de Loire-Atlantique (CDOS 44), dans la catégorie des communes de 4 001 à 8 000 habitants.

### Intercommunalité
Bouaye fait partie de l’intercommunalité de Nantes métropole et du SIVOM d'Herbauges.

### Jumelages
La Ville de Bouaye est jumelée avec les villes de :
- Lesina (Italie) depuis 2013 ;
- Hornsea (Royaume-Uni) depuis 2013.

## Population et société

### Démographie
Selon le classement établi par l'Insee, Bouaye fait partie de l'aire urbaine, de l'unité urbaine, de la zone d'emploi et du bassin de vie de Nantes. Toujours selon l'Insee, en 2010, la répartition de la population sur le territoire de la commune était considérée comme « intermédiaire » : 89 % des habitants résidaient dans des zones « intermédiaires » et 11 % dans des zones « peu denses ».

#### Évolution démographique
L'évolution du nombre d'habitants est connue à travers les recensements de la population effectués dans la commune depuis 1793. Pour les communes de moins de 10 000 habitants, une enquête de recensement portant sur toute la population est réalisée tous les cinq ans, les populations de référence des années intermédiaires étant quant à elles estimées par interpolation ou extrapolation. Pour la commune, le premier recensement exhaustif entrant dans le cadre du nouveau dispositif a été réalisé en 2005.

En 2022, la commune comptait 8 281 habitants, en évolution de +8,67 % par rapport à 2016 (Loire-Atlantique : +6,68 %, France hors Mayotte : +2,11 %).
| 1793  | 1800 | 1806  | 1821  | 1831  | 1836  | 1841  | 1846  | 1851  |
| ----- | ---- | ----- | ----- | ----- | ----- | ----- | ----- | ----- |
| 1 465 | 834  | 1 042 | 1 123 | 1 297 | 1 292 | 1 298 | 1 304 | 1 332 |

| 1856  | 1861  | 1866  | 1872  | 1876  | 1881  | 1886  | 1891  | 1896  |
| ----- | ----- | ----- | ----- | ----- | ----- | ----- | ----- | ----- |
| 1 294 | 1 388 | 1 397 | 1 340 | 1 383 | 1 437 | 1 409 | 1 420 | 1 433 |

| 1901  | 1906  | 1911  | 1921  | 1926  | 1931  | 1936  | 1946  | 1954  |
| ----- | ----- | ----- | ----- | ----- | ----- | ----- | ----- | ----- |
| 1 400 | 1 469 | 1 389 | 1 215 | 1 267 | 1 279 | 1 264 | 1 355 | 1 406 |

| 1962  | 1968  | 1975  | 1982  | 1990  | 1999  | 2005  | 2006  | 2010  |
| ----- | ----- | ----- | ----- | ----- | ----- | ----- | ----- | ----- |
| 1 520 | 1 607 | 2 209 | 3 445 | 4 815 | 5 252 | 5 505 | 5 632 | 5 958 |

| 2015  | 2020  | 2022  | - | - | - | - | - | - |
| ----- | ----- | ----- | - | - | - | - | - | - |
| 7 300 | 8 102 | 8 281 | - | - | - | - | - | - |

#### Pyramide des âges
La population de la commune est relativement jeune.
En 2018, le taux de personnes d'un âge inférieur à 30 ans s'élève à 36,2 %, soit en dessous de la moyenne départementale (37,3 %). À l'inverse, le taux de personnes d'âge supérieur à 60 ans est de 21,8 % la même année, alors qu'il est de 23,8 % au niveau départemental.
En 2018, la commune comptait 3 836 hommes pour 4 078 femmes, soit un taux de 51,53 % de femmes, légèrement supérieur au taux départemental (51,42 %).
Les pyramides des âges de la commune et du département s'établissent comme suit.
| Hommes | Classe d’âge | Femmes |
| ------ | ------------ | ------ |
| 0,4    | 90 ou +      | 1,0    |
| 4,7    | 75-89 ans    | 6,5    |
| 14,9   | 60-74 ans    | 16,1   |
| 20,9   | 45-59 ans    | 20,5   |
| 20,6   | 30-44 ans    | 21,8   |
| 15,7   | 15-29 ans    | 13,7   |
| 22,8   | 0-14 ans     | 20,4   |

| Hommes | Classe d’âge | Femmes |
| ------ | ------------ | ------ |
| 0,6    | 90 ou +      | 1,8    |
| 6      | 75-89 ans    | 8,6    |
| 15,1   | 60-74 ans    | 16,4   |
| 19,4   | 45-59 ans    | 18,8   |
| 20,1   | 30-44 ans    | 19,3   |
| 19,2   | 15-29 ans    | 17,4   |
| 19,5   | 0-14 ans     | 17,6   |

### Enseignement
La commune dépend de l'académie de Nantes. Bouaye dispose de trois écoles primaires, deux collèges et deux lycées. La municipalité est chargée, pour les écoles primaires publiques, de l’accueil périscolaire, de la restauration scolaire et de l’entretien des locaux. La ville compte deux écoles primaires publiques (Groupe scolaire Maryse Bastié et École Victor Hugo) et une privée (Notre-Dame de la Trinité). Pour le secondaire, on trouve un collège privé (Collège privé Saint-Hermeland) et un collège public (Collège public Bellestre). Deux lycées sont aussi situés sur la commune. Un lycée public (Lycée Alcide D'Orbigny) et un lycée privé agricole (Daniel Brottier).

### Sport
La ville de Bouaye possède deux ensembles sportifs pour de nombreux clubs.

#### Ensemble sportif de Bellestre
L'ensemble sportif de Bellestre de la Ville de Bouaye possède un plateau sportif (foot, sautoirs, lancer de poids, paniers de basket et une piste de rollers), deux terrains de basket extérieurs, une halle de tennis avec deux terrains en salle et deux en extérieur (Chemin de la Piogerie), deux terrains de football, un en herbe, un synthétique (stade Georges-Tougeron, rue du Tour) et un ensemble sportif de 5 200 m2

#### Ensemble sportif des Ormeaux
Cet ensemble dispose d'une salle polyvalente, une salle de danse, une piste d'athlétisme Patrice-Perrais (400 m).

#### Les clubs et associations sportives
Sur Bouaye, plus de vingt clubs et associations offrent la possibilité de pratiquer un sport, individuel ou collectif, pour le loisir ou la compétition.

#### Événement sportif
Le club de football, FC Bouaye, organise tous les ans en juin un Tournoi national génération espoirs (U10) au stade Georges-Tougeron.

### Lieux de culte
- L'église Saint-Hermeland a été construite entre 1957 et 1961. L'édifice en béton est l’œuvre des architectes Jean Boquien et Georges Ganuchaud, il a reçu le Label « Patrimoine du XXe siècle » en 2015[39],[31].
- La ville possède une paroisse : Saint-Pierre-du-Lac, 2 Avenue du Moulin, 44830 Bouaye.

## Culture et patrimoine

### Lieux et monuments
Bouaye compte de nombreux châteaux bien conservés.

#### Château de la Sénaigerie

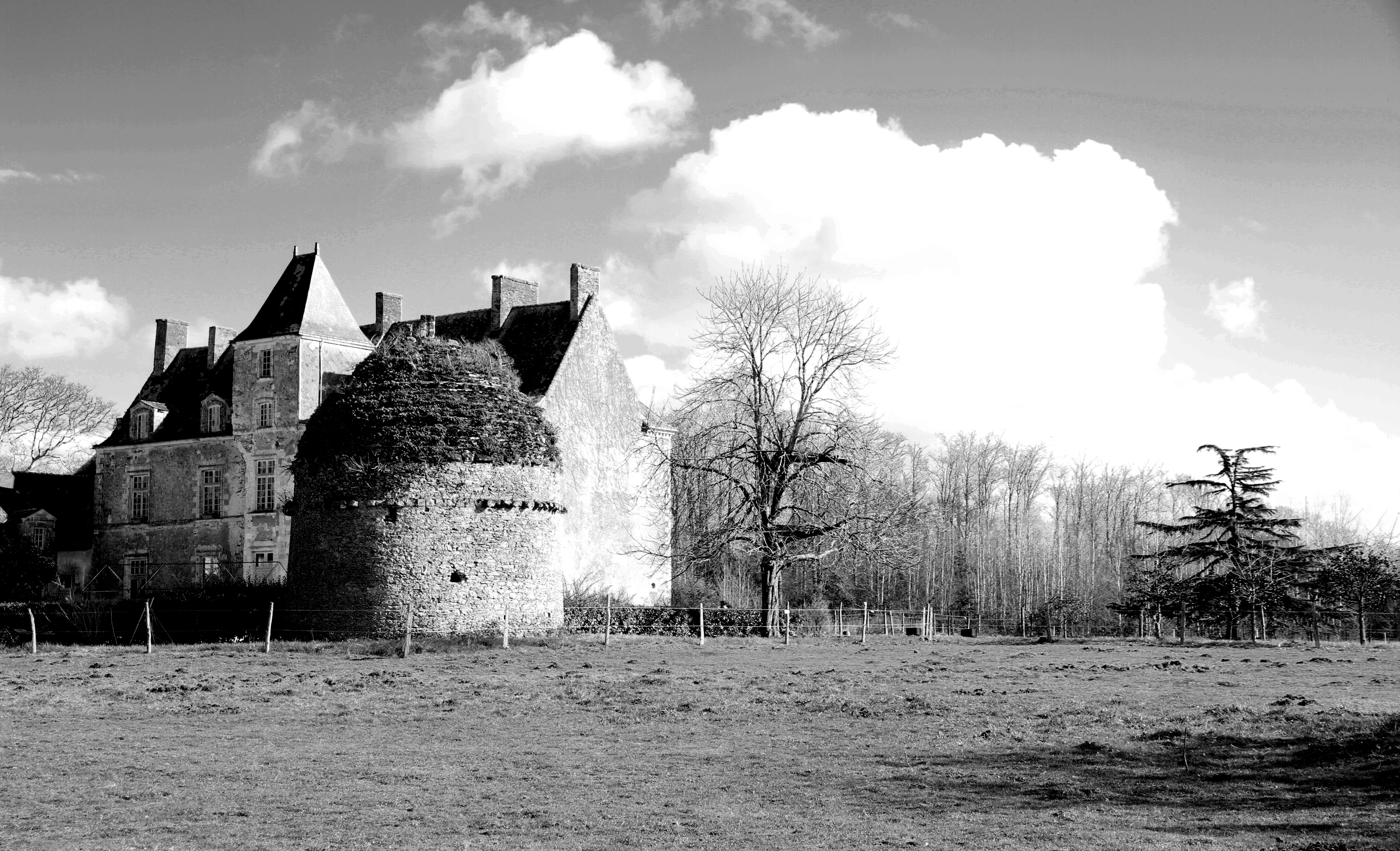
Logis de la Sénaigerie.

Le domaine de la Sénaigerie date du XIIIe siècle. Seul monument historique classé de Bouaye, il possède un pigeonnier rare du XVe. Le pigeonnier était autrefois un signe extérieur de richesse : sa taille était en rapport avec la taille de la propriété. Celui de la Sénaigerie possède 1 000 boulins (niches à pigeons), ce qui signifie que le domaine couvrait 500 hectares (5 km2 !)
Il n'en comporte plus que dix, essentiellement boisés.
Le 14 avril 2010, le Ministère de l'Écologie a décerné le « label Biodiversité » au projet de la Sénaigerie.

#### Château du Bois de La Noë
Le château du Bois de la Noë (1720-XIXe siècle), édifié par Arnous de la Noë et remanié au XIXe siècle. Il devient ensuite la propriété de la famille Giraud-Blanchard, riches négociants, qui élevèrent une tourelle en bordure de la route. Ce château est encore appelé « le Bois de la Noë », « La Noë des Bois » ou « La Heurte aux Lièvres ». Propriété de M. Noisette en 1892. Il est transformé en hôtel-restaurant à partir de 1927. Les étages situés au nord sont détruits par un incendie en 1932 et en 1936. À noter que le pavillon de Garde du château date du XIXe siècle[réf. souhaitée].

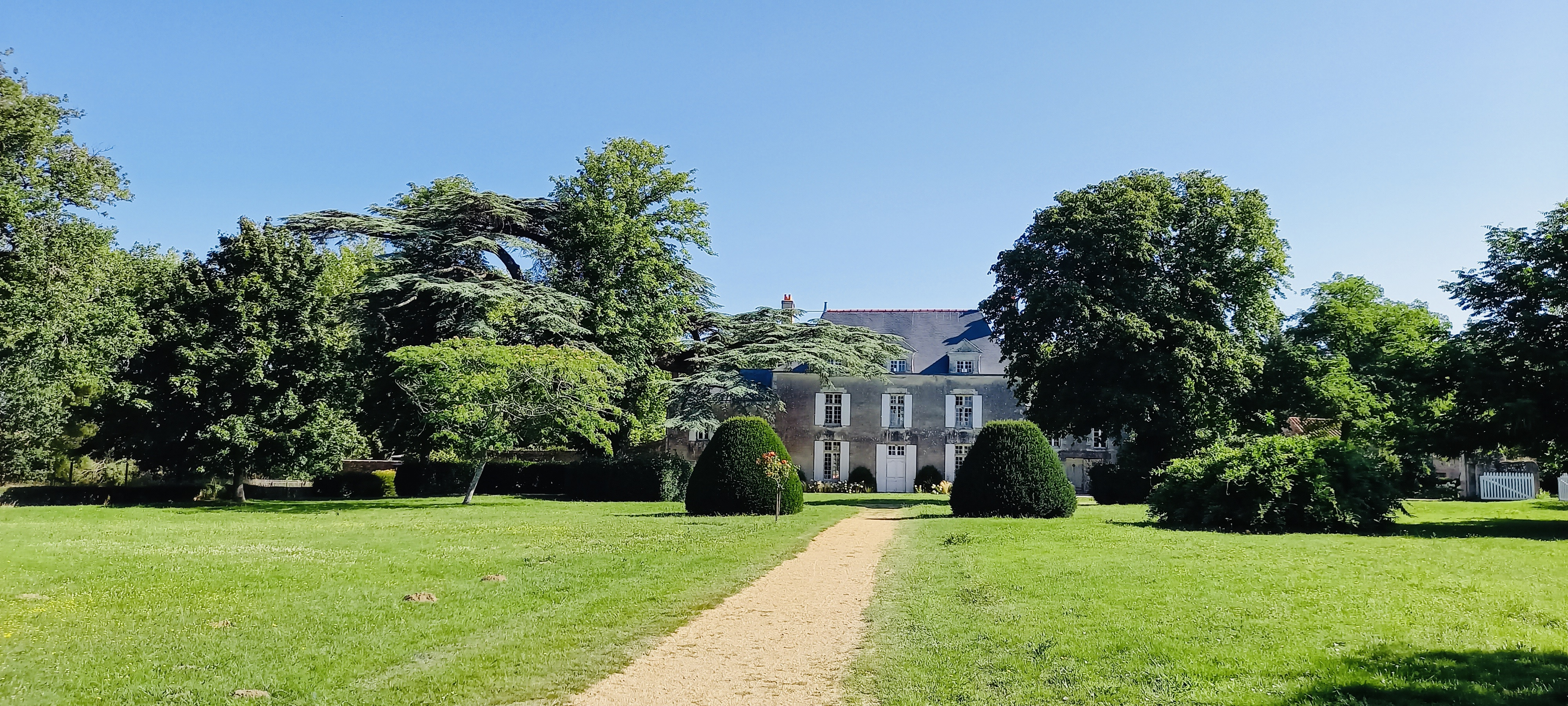

#### Domaine de la Mévellière
Le domaine de la Mévellière s'étend sur 52 hectares. Datant du XVIe siècle, ce site a connu de nombreuses métamorphoses au fil des années : bâtiments et façades, cour d'honneur, allées, jardins et plans d'eau. Le patrimoine bâti que l'on peut observer s'accompagne d'un patrimoine naturel intéressant : parc boisé, parc ornemental, verger, étang. On retrouve aussi un grand chêne, au nord de la Mévellière qui a été pris comme point de départ pour établir le cadastre napoléonien de Bouaye de 1826.
Le bâti présente un logis du XVIIIe siècle, des dépendances en mauvais état et une maison dite du gardien construite au XIXe siècle, dans le style clissonnais.
Propriété de la famille Guérin au milieu du XIXe siècle, le château a été acheté en 1930 par M. René Poisson, pilote de chasse pendant la première guerre mondiale. C'est ensuite son fils qui l'a racheté à ses frères et ses sœurs dans les années 1970. Fin 2005, le château de la Mévellière et son parc ont été acquis par la commune tout en garantissant à son ancien propriétaire, M. Poisson, le droit d’usage et la jouissance exclusive des lieux[réf. souhaitée]. Au décès de celui-ci, la commune prit possession du domaine. Après plusieurs réunions participatives et plusieurs années de travaux, le domaine fut ouvert au public le 26 mai 2018.

#### Maison du lac de Grand-Lieu
Ce centre d'éducation à l'environnement permettra[Quand ?] à tous les publics de découvrir la richesse d’un des patrimoines naturels les plus remarquables de Loire-Atlantique.
La Maison du lac prévoit un circuit découverte en trois étapes en débutant par le centre d’accueil. Le circuit se poursuit le long d’un sentier écologique pour finir à l’ancien pavillon de chasse Guerlain.

### Circuits de randonnée
La ville de Bouaye propose 4 circuits de randonnée pédestre :
- Les landes 7 km 2 h : Terrains boisés et plantes sauvages caractérisent ce chemin. Il forme une boucle qui passe au cœur de l'écolotissement Les Jardins de Gaïa et à proximité de la mare de la Brosse
- Mévellière-Bocage 8 km 2 h : En pleine nature, parfois entourée de haies bocagères, la balade longe le domaine de la Mévellière et traverse le village de la Marchanderie.
- Les Vignes 12 km 3 h : Élément incontournable du paysage, le vignoble offre un cadre agréable qui serpente notamment entre la Maison de la Réserve naturelle et Le Pavillon.
- Les Moulins 12 km 3 h : Route des Mouliniers, moulin Courjon, moulin des Terres Quartières, moulin des Epinettes, Grand moulin témoignent d'une activité meunière très présente autour du Lac et au milieu des vignes.

3 circuits pour découvrir le bourg 
- Circuit bleu : Le Bourg et les commerces -4,2 km- durée : 1 h 45.
- Circuit rouge : Le Bouaye ancien -3 km- durée : 1 h 15.
- Circuit vert : Le nouveau Bouaye -3,6 km- durée : 1 h 30.

Un circuit traversant Bouaye
- le circuit du Tour du lac de Grand-Lieu

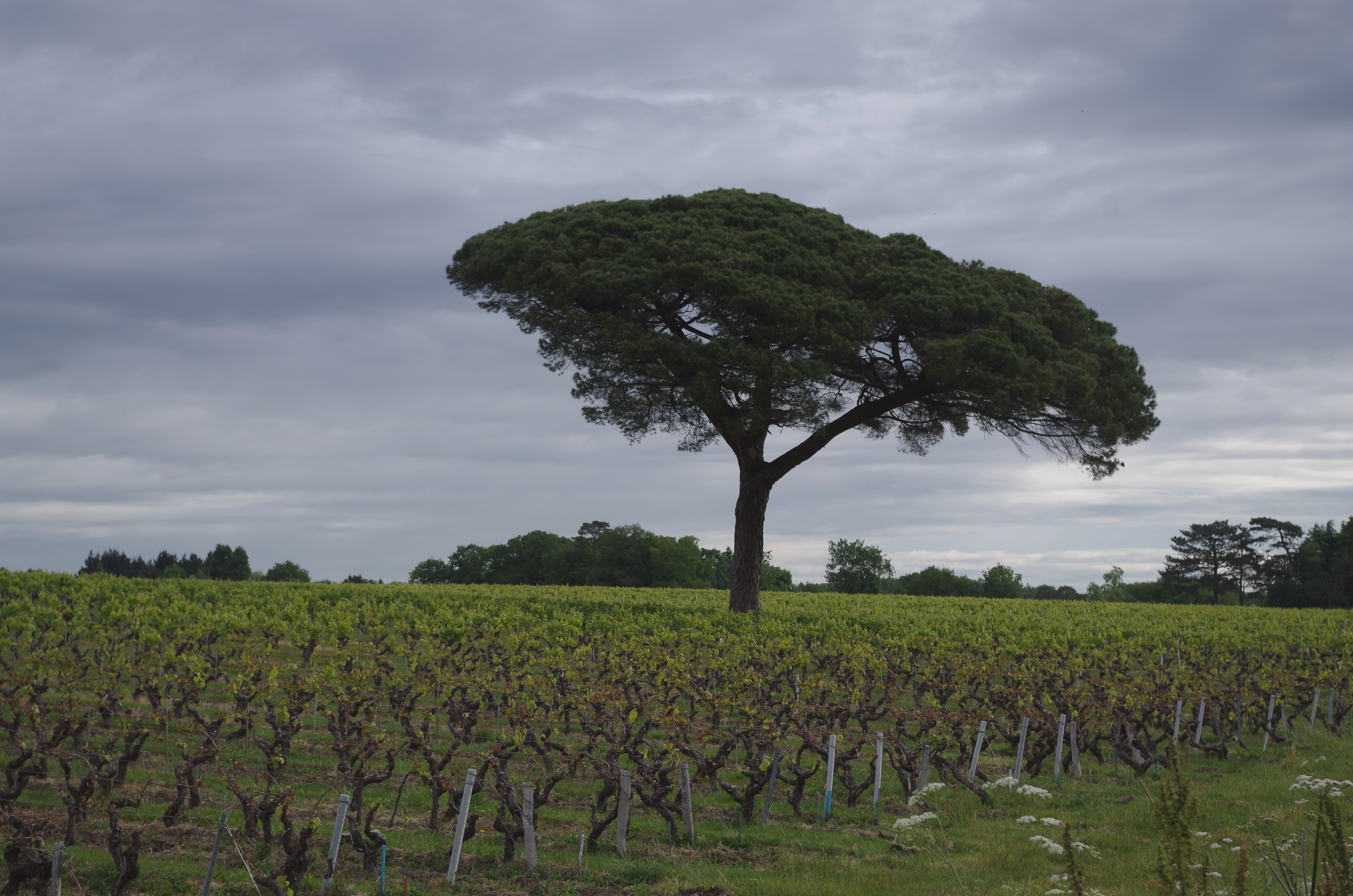
Le pin parasol en 2017.

### Pin Parasol
Symbole de la ville de Bouaye, un pin parasol était présent à l'entrée ouest de la ville. Il était pour beaucoup un repère sur la route des vacances.  Ce pin a été déraciné en juillet 2018

### Patrimoine culturel

#### Salle des Macres
Située au sein de l'ensemble sportif de Bellestre. La salle est réservée à une programmation municipale.

#### Médiathèque
La médiathèque de Bouaye située sur la Place du Marché propose une grande variété de livres, dvd.

#### École de musique
L'EBMD (École Boscéenne de Musique et de Danse) est composée de 20 professeurs de danse dont les cours sont ouverts à tous. L'école se situe au 2 rue du stade. Elle ferme à l’automne 2023.

#### Salle de répétition
Le Bokal géré par la mairie permet aux musiciens amateurs de pratiquer leurs musiques en dehors des circuits traditionnels. Ce local est aménagé dans un espace autonome de 25 m2 et doté de tout le matériel nécessaire.

### Manifestation culturelle

#### Le Héron Voyageur
Ce festival pluridisciplinaire a été créé en 2013 pour tous les âges. Il se déroule tous les deux ans. On y retrouve du théâtre, du conte, du cirque, de la danse, de la musique… Les spectacles sont produits par des compagnies professionnelles, mais aussi par des associations boscéennes.

## Production viticole
Les principaux domaines viticoles sont : le Domaine du Haut Bourg, le Domaine de la Ville en Bois, le Domaine Les Hautes Noelles et Gfa Du Fief Guerin.

## Personnalités liées à la commune
- Jean-Marc Guillou, footballeur professionnel international.
- Georges Raimbault, ancien directeur du LCPC de Bouguenais, « père » des chaussées drainantes.
- Ewen Fernandez, coureur de patinage de vitesse sur glace et de roller de vitesse. Ancien sociétaire des Patineurs d’Herbauges à Bouaye, champion du monde marathonien en 2015 à Kaohsiung (Taïwan).

## Emblèmes

### Héraldique
| Blason | Blasonnement : D'azur à la quintefeuille d'argent, au franc-canton d'or à la croix de sable et à la plaine d'argent. Commentaires : La quintefeuille est empruntée aux armes de la seigneurie de La Lande-Bougon. La plaine d'argent évoque le lac de Grand-Lieu. Le franc-canton représente le blasonnement du pays de Retz : d'or à la croix de sable, rappelant l'appartenance de Bouaye au pays de Retz. Blason conçu par A. Baudry-Sauriau (délibération municipale du 22 octobre 1966), enregistré le 28 septembre 1966. |